# Effingham (Kansas)
Pour les articles homonymes, voir Effingham (homonymie).
Effingham est une ville américaine située dans le comté d'Atchison, au Kansas. Selon le recensement de 2010, sa population est de 546 habitants.